# 光収容 (音楽家)
光収容（ひかりしゅうよう、11月16日 - ）は、日本のギタリスト、ソングライター、編曲家。

## 概要
テレビアニメ『Angel Beats!』の劇中バンド「Girls Dead Monster」の楽曲の編曲、ギター演奏を手掛けている他、個人サークル「光収容の倉庫」から自主制作CDもリリースしている。ニコニコ動画においてVOCALOID「鏡音リン」を用いたオリジナル楽曲も投稿している。血液型はO型。名前は自宅のインターネット接続が光収容だったことから。

## 商業音楽
主にアニメ・ゲーム関連の楽曲に編曲家、ギタリストとして参加している。ゲームブランドのKeyに関連した仕事が多い。また、VOCALOID2鏡音リンを使用した楽曲もネット配信でリリースしている。
- 彩菜「Last regrets/風の辿り着く場所」（2006年12月28日、テレビアニメ『Kanon』最終話OP/ED主題歌）収録「風の辿り着く場所 -2006 memorial mix-」ギター
- 『planetarian Original SoundTrack』（2006年12月28日、PCゲーム『planetarian 〜ちいさなほしのゆめ〜』OST）中1曲 ギター
- PCゲーム『リトルバスターズ!』（2007年7月27日）BGM数曲 ギター
- ライブイベント『KSL Live World 2008 - way to the LittleBusters! EX』（2008年5月11日）バンドマスター・ギター
- 少女病『蒼白シスフェリア』（2009年12月23日）ギター
  - 少女病「Refulgence」（テレビアニメ『刀語』第2話ED主題歌）ギター
- 『EXIT TUNES PRESENTS 神曲を歌ってみた 2』（2010年3月17日）収録「孤独の果て / 光収容 feat. Φ串Φ」作詞作曲
- テレビアニメ『Angel Beats!』（2010年4月2日–）劇中バンド「Girls Dead Monster」の編曲・ギター、OP/ED主題歌ギター 他
  - Girls Dead Monster「Crow Song」（2010年4月23日、劇中歌）編曲・ギター
  - Girls Dead Monster「Thousand Enemies」（2010年5月12日、劇中歌）編曲・ギター
  - Lia/多田葵「My Soul,Your Beats!/Brave Song」（2010年5月26日、OP/ED主題歌）ギター
- ダウンロード販売 （KarenT）
  - ノーマライズ（2011年4月15日）

  1. ノーマライズ (feat. 鏡音リン)

## 同人音楽
同人音楽では、個人サークル「光収容の倉庫」からオリジナルCDやアレンジCDをリリースしている。また、ニコニコ動画に自身の作詞・作曲したオリジナル楽曲を投稿している。なお、オリジナル楽曲のボーカルは基本的に鏡音リンを使用している。
活動休止中のカバーバンドN.E.G.I.のギタリストでもあった。

## ディスコグラフィ
いずれも同人。

### オリジナルアルバム
鏡音リンの発売元クリプトン・フューチャー・メディアの配信レーベル「KarenT」からもダウンロード販売されている。
- マーシトロン（同人：2008年8月16日 配信：2009年6月3日）
  1. センチメンタル
  2. イージーライフ
  3. テレキャスター・ガール
  4. 空き箱
  5. 脈
  6. マーシトロン(instrumental)
  7. 血管
- シニシズム（同人：2009年8月15日 配信：2010年7月9日）
  1. 孤独の果て
  2. 横顔
  3. チューニング
  4. 星が落ちた日
  5. ネガティブフィードバック(instrumental)
  6. 半分死んでいる
  7. 偽者の歌
  8. 体温
  9. シニシズム
- セントラリア（同人：2010年8月14日 配信：2010年12月15日）
  1. 境界
  2. 夕闇とオレンジ
  3. コンセントレイト
  4. 自白
  5. ラプター
  6. 終末にて
  7. リインカアネイション
  8. セントラリア(instrumental)
  9. まだ起きてる
- アンブロイド（同人：2011年6月12日 配信：2011年6月29日）
  1. ノーマライズ
  2. キョウトワズホワイト
  3. ケモノラ
  4. 人気商売
  5. アンブロイド(instrumental)
  6. 空蝉
  7. 信号と踊る
  8. 致命傷
- 其の掌に刺さる棘（同人：2011年12月31日 配信：2012年1月25日）
  1. 真昼のホラー
  2. 暗幕未明
  3. 弁解シンドローム
  4. 妖怪の國
  5. スコーピオ(instrumental)
  6. 静謐
  7. モノクロの駒
  8. オオカミ少年
  9. 其の掌に刺さる棘
- 月光の裏側（同人：2012年8月11日 配信：2012年8月29日）
  1. 月光の裏側
  2. ブレンダー・ブレンダー
  3. レインマン
  4. バラバラにする
  5. アマルガム(instrumental)
  6. 試作ロケット
  7. 星に至る
  8. でかい月
- 日々の足音（同人：2013年4月29日 配信：2013年5月22日）
  1. 未遂系フレーバー
  2. 忘却物取り扱いについて
  3. せかいのみかた
  4. 過去の足音(instrumental)
  5. ヒビワレ
  6. 昼の星座
  7. 睡眠拾弐時間
  8. 再起動
- 鉄は唄う（同人：2014年4月26日 配信：2014年5月21日）
  1. 静か鳴る(instrumental)
  2. 種火
  3. バレルトーク
  4. 血管
  5. ストラトス(instrumental)
  6. ユーク
  7. レインダンス
  8. 終わらないように
  9. 鉄は唄う
- 泥の河（2016年2月3日）
- 夜を裂く（2017年2月8日）
- サイクロ（2018年1月17日）
- BONE（2019年8月21日）
- Re:CAST（2020年2月5日）
- BLIND（2021年6月2日）
- 薄明（2022年9月9日）
- SINK（2024年1月17日）

### アレンジアルバム
- 掟に逆らったものは殺す（2006年10月9日、東方Projectアレンジ）
- 俺の後ろに立つな（2006年12月31日、東方Projectアレンジ）
- 静やかな一日（2007年6月10日、AIRアレンジ）
- 騒やかな一日（2007年12月31日、リトルバスターズ!アレンジ）
- 君が見た地獄（2008年12月30日、東方Projectアレンジ）

### コンピレーション
- HOWRING（2010年5月9日）「仄暗い昼」を収録
- Rinpact!!（2011年8月13日）「運命サイダー」を収録